# Чарторыйские
Чарторыйские (Чарторыские, Чарторижские, Чарторыжские), (бел. Чартарыйскія) — литовский, потом западнорусский, а впоследствии польский княжеский род из числа Гедиминовичей герба Погони Литовской. Род внесён в Бархатную книгу.
Получили фамилию от названия родового владения Чарторийск над рекой Стырью на Волыни.
В XVIII веке унаследовали Сеняву (где расположена фамильная усыпальница) и Бережанский замок, стали мощной политической силой (под названием «Фамилия»), занимали высшие государственные и административные должности. Организовали в имении Пулавы первый в Польше художественный музей Чарторыйских. В XIX веке активно боролись за возрождение польской государственности. В XX веке породнились с Орлеанским и Габсбург-Лотарингским домами.
Документально подтверждено, в частности, общее происхождение князей Чарторыйских и Трубецких.

## Происхождение
Чарторыйские ведут свой род от Константина, сына Кориата или Ольгерда, внука великого князя литовского Гедимина. Внук его Александр († 1477) с братьями Иваном и Михаилом организовал заговор и убийство великого князя Сигизмунда Кейстутовича, после чего бежал в Москву, потом управлял с согласия граждан Новгородом и Псковом. Женат был на дочери знаменитого князя Дмитрия Шемяки, его дочь — за князем Андреем Ивановичем Можайским, внучка — жена боярина Образцова.

### Дворяне Черторижские
Хотя Александр (1461) вернулся в Литву, в русских родословных книгах XVII—XIX веках значатся не титулованные дворяне Чарторыжские или Чарторыские. По семейному преданию, их пращур попал в Россию, как пленный после Ведрошской битвы (1500).
Кондратий и Иван Черторижские занесены в боярские книги и вёрстаны поместным окладом (1643). Герб их внесён в IX часть № 82 Гербовника и имеет следующее описание: в верхней. серебряной, половине, разрезанной диагональной чертой, находится на вороном коне ездок с поднятым мечем, скачущий вправо, к крепости красного цвета. В нижней половине, разделённой к правому верхнему углу на два поля, красное и чёрное, изображены две полосы, составленные из золотых и зелёных шахмат, означенные к левому углу. Щит увенчан дворянским шлемом и короной с тремя страусовыми перьями. Намёт на щите золотой, подложенный зелёным. Этот род записан в VI часть дворянской родословной книги Московской губернии.
Имеется ещё род Чарторыйских, польского происхождения, герба Любич, внесены в Часть 3, № 88 гербовника Царства Польского.

#### Генетическое исследование
Представитель Чарторыйских, эмигрировавшей в Австралию, был в XXI веке генетически протестирован и оказался Гедиминовичем по мужской линии.

## История рода

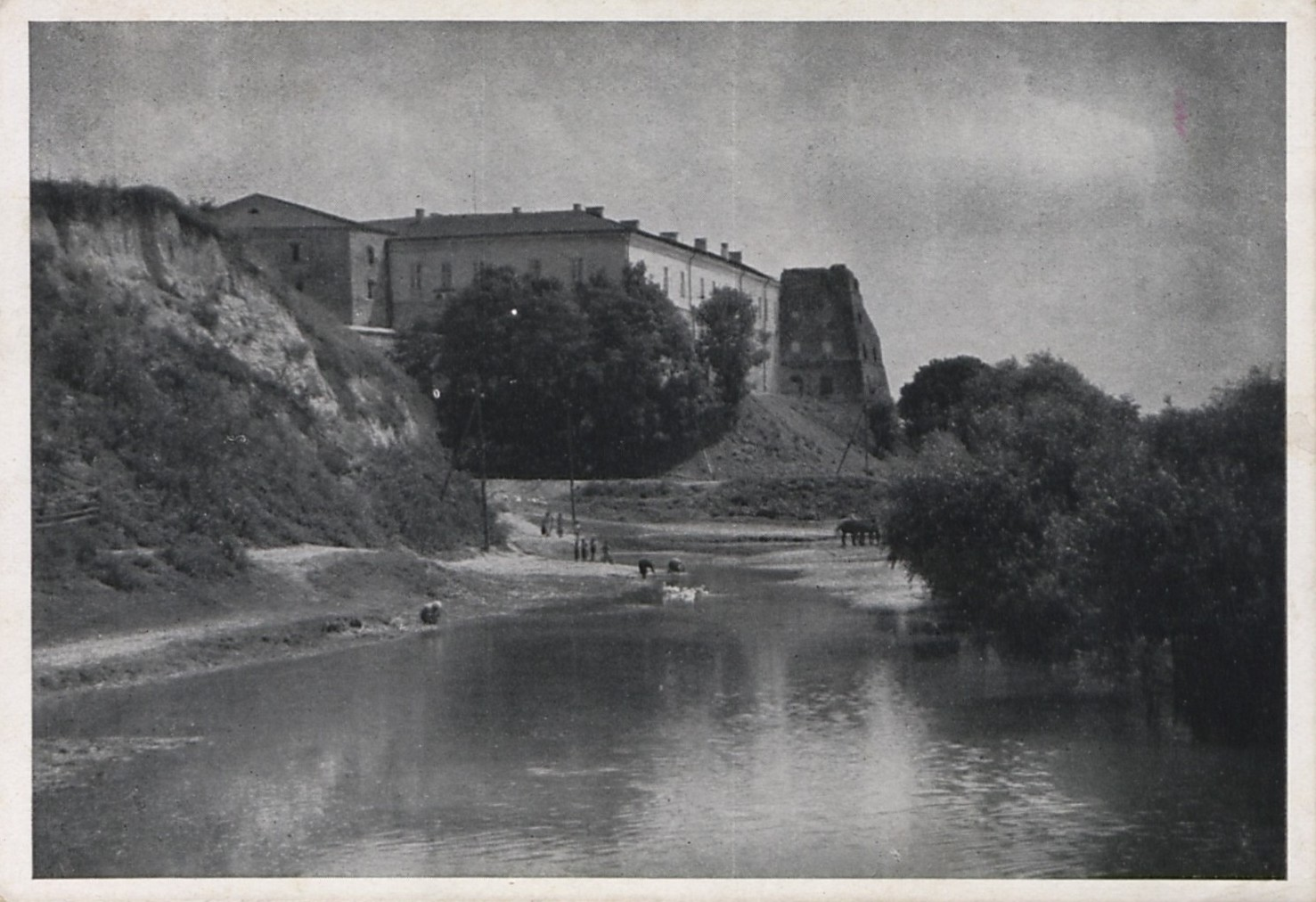
Клеванский замок — главная резиденция Чарторыйских XVI—XVII вв.

В XVI веке Чарторыйские, как и другие волынские магнаты того времени, держались православия; на их средства был отстроен в камне Зимненский монастырь. Александр Фёдорович Чарторыйский († 1571), волынский воевода, и его брат Иван немало содействовали заключению Люблинской унии.
Сын последнего, Юрий († 1622), перешел из православия в католичество и был ревностным поборником этого вероисповедания, оказывая сильное покровительство иезуитам. После его сына Николая-Юрия († 1624) род Чарторыйских, унаследовавший в это время владения Корецких, разделился на две линии: клеванскую, старшую, существующую и до сих пор, и корецкую, младшую, прекратившуюся (1810). 
При князе Казимире Чарторыйском (1674—1741), его сыновьях и внуках «Фамилия» приобрела столь могущественное положение в Речи Посполитой, что от Чарторыйских стала зависеть её судьба. При короле Августе III (1735—1763) образовались две политических партии, соперничавшие между собою из-за власти в государстве. Во главе первой стояли Чарторыйские — Фридрих-Михаил, подканцлер, потом канцлер литовский, владелец Голубого дворца в Варшаве, и брат его Август-Александр, женатый на наследнице магнатов Сенявских, во главе второй — Потоцкие.
Вожди обеих партий сознавали необходимость реформы в строе Речи Посполитой и вместе с тем понимали, что осуществить эту реформу возможно только при помощи иностранных держав. Поскольку последний польский король был сыном княжной Чарторыйской, их партия пользовалась расположением королевского двора, искала поддержки в России, Австрии и Англии. Потоцкие же, враждебные двору, опирались на шляхту и обращались за помощью к Франции, Турции и Швеции. Ожесточенная борьба между партиями только усиливала анархию в стране, и реформаторские стремления не имели никакого успеха.
Только после смерти Августа III, во время бескоролевья (1763—1764), Чарторыйским удалось отчасти осуществить проект реформ. Они не потеряли своего первенствующего положения и в дальнейшей истории Польши. Во время освободительных восстаний XIX века инсургенты прочили на польский престол Адама Ежи Чарторыйского, который в начале XIX века ведал иностранной политикой Российской империи, но после неудачи восстания 1830—1831 годов и конфискации польских имений (включая знаменитые Пулавы) обосновался в эмиграции, в парижском отеле Ламбер.

Владения Чарторыйских
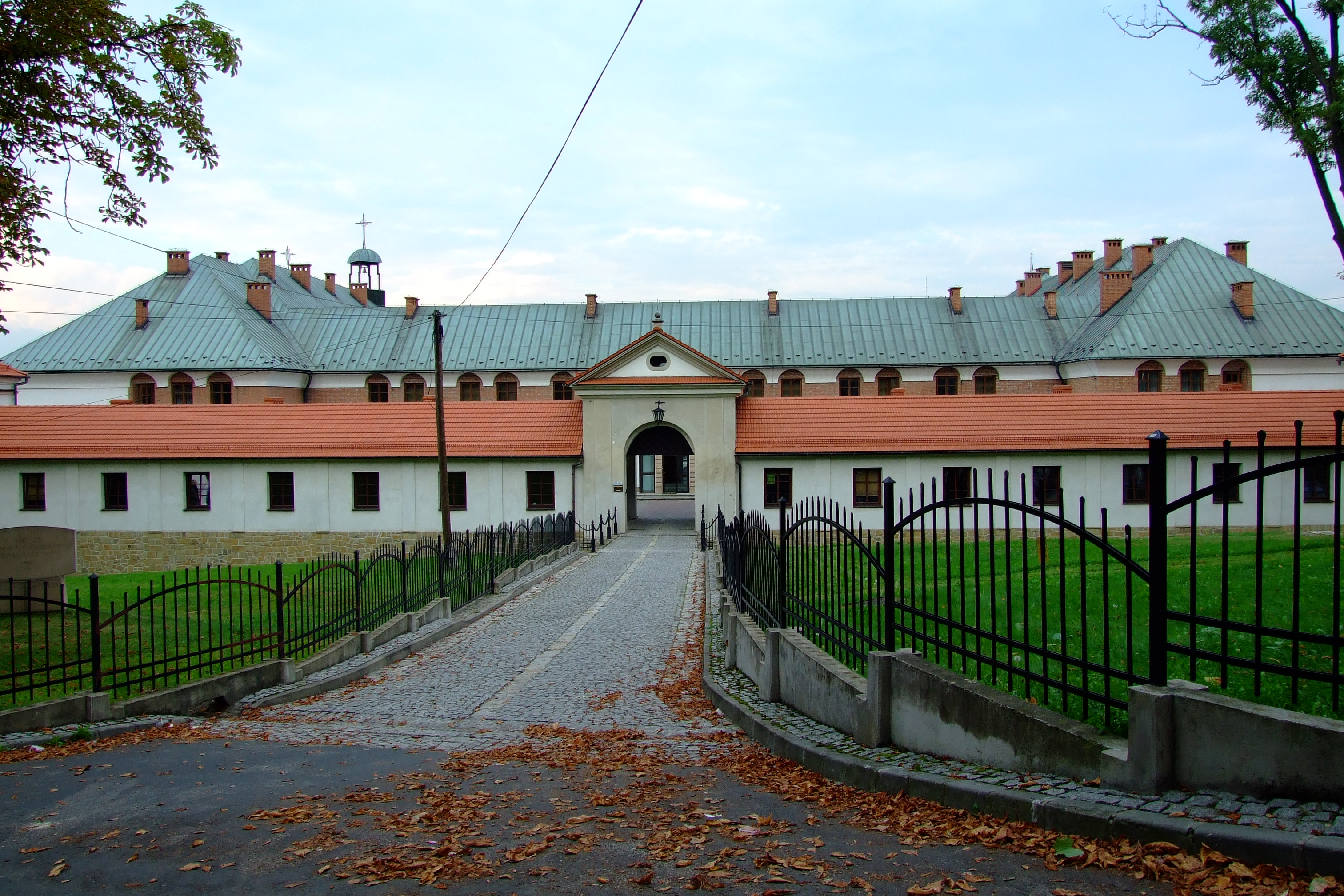
Резиденция в Кальварье
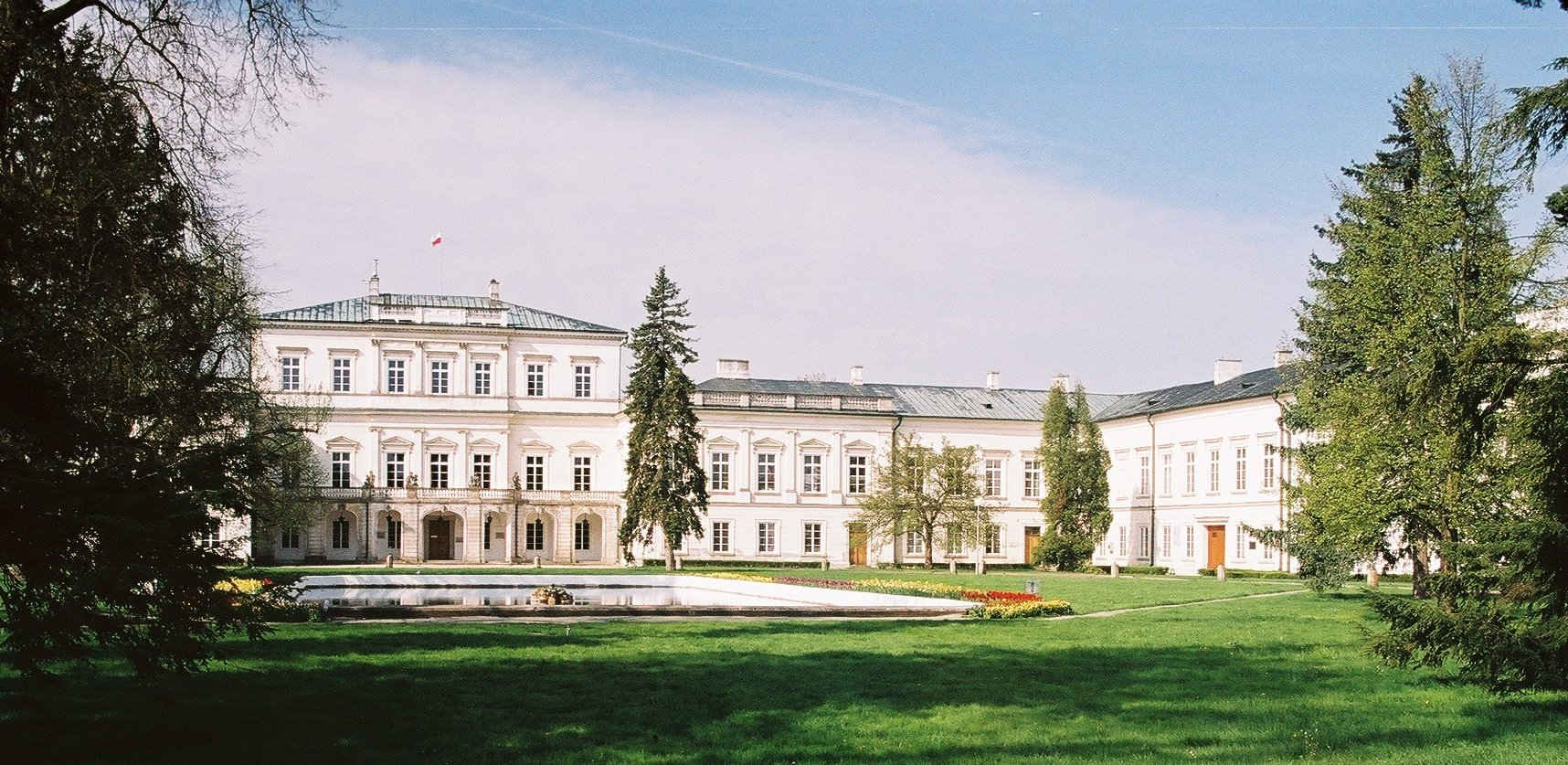
Дворцовый комплекс в Пулавах
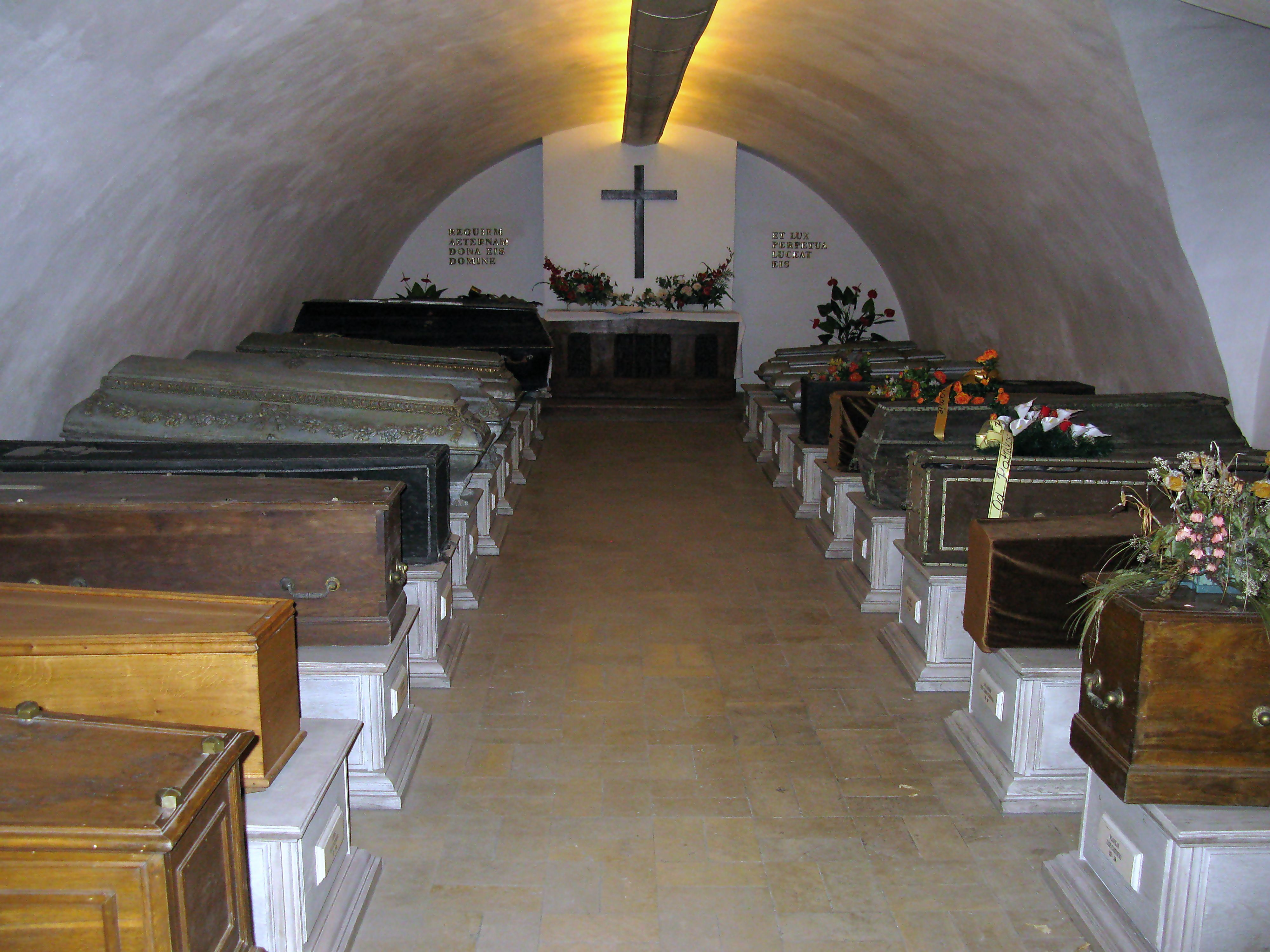
Усыпальница Чарторыйских в Сеняве
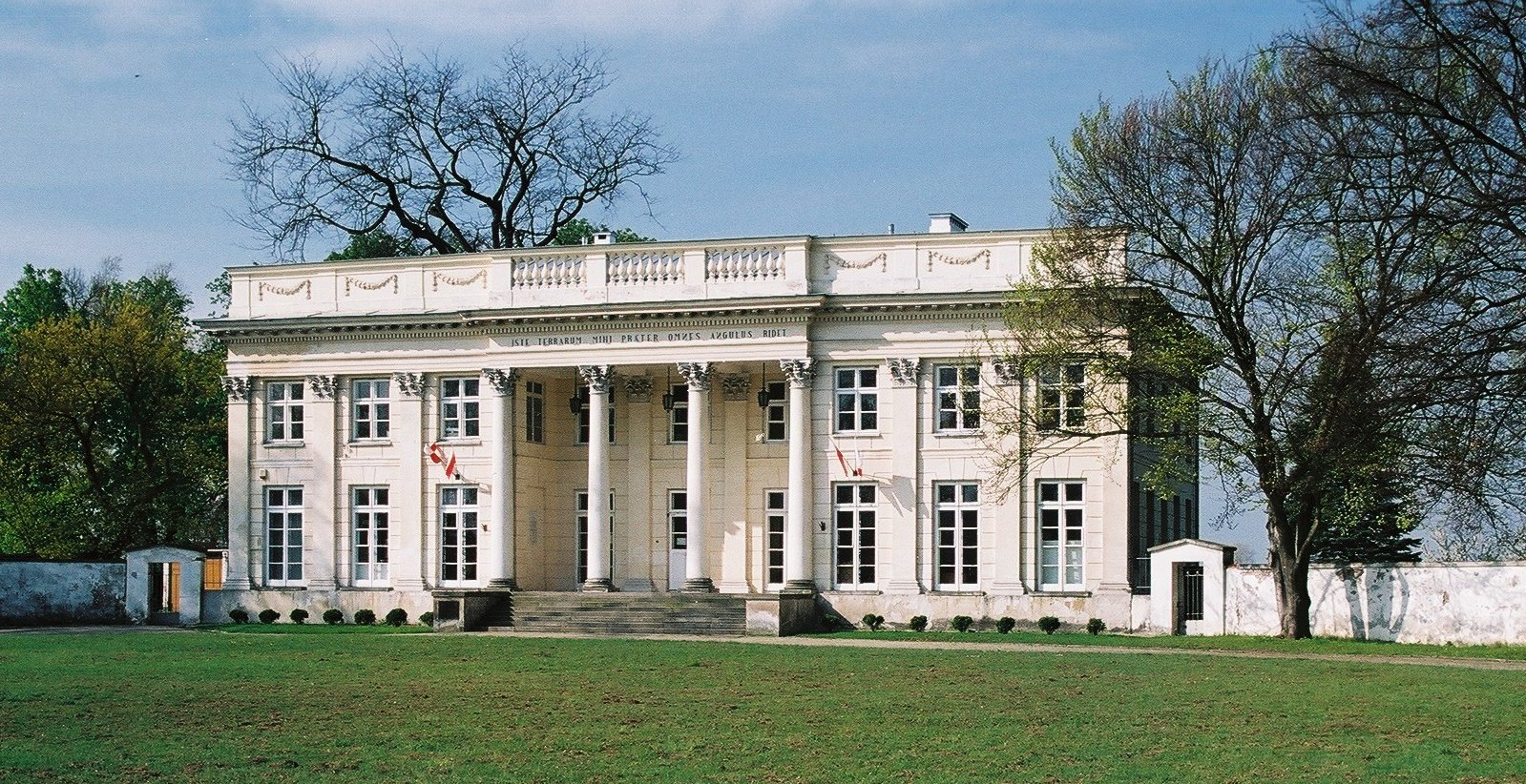
Особняк герцогини Вюртембергской, сестры Адама Ежи Чарторыйского
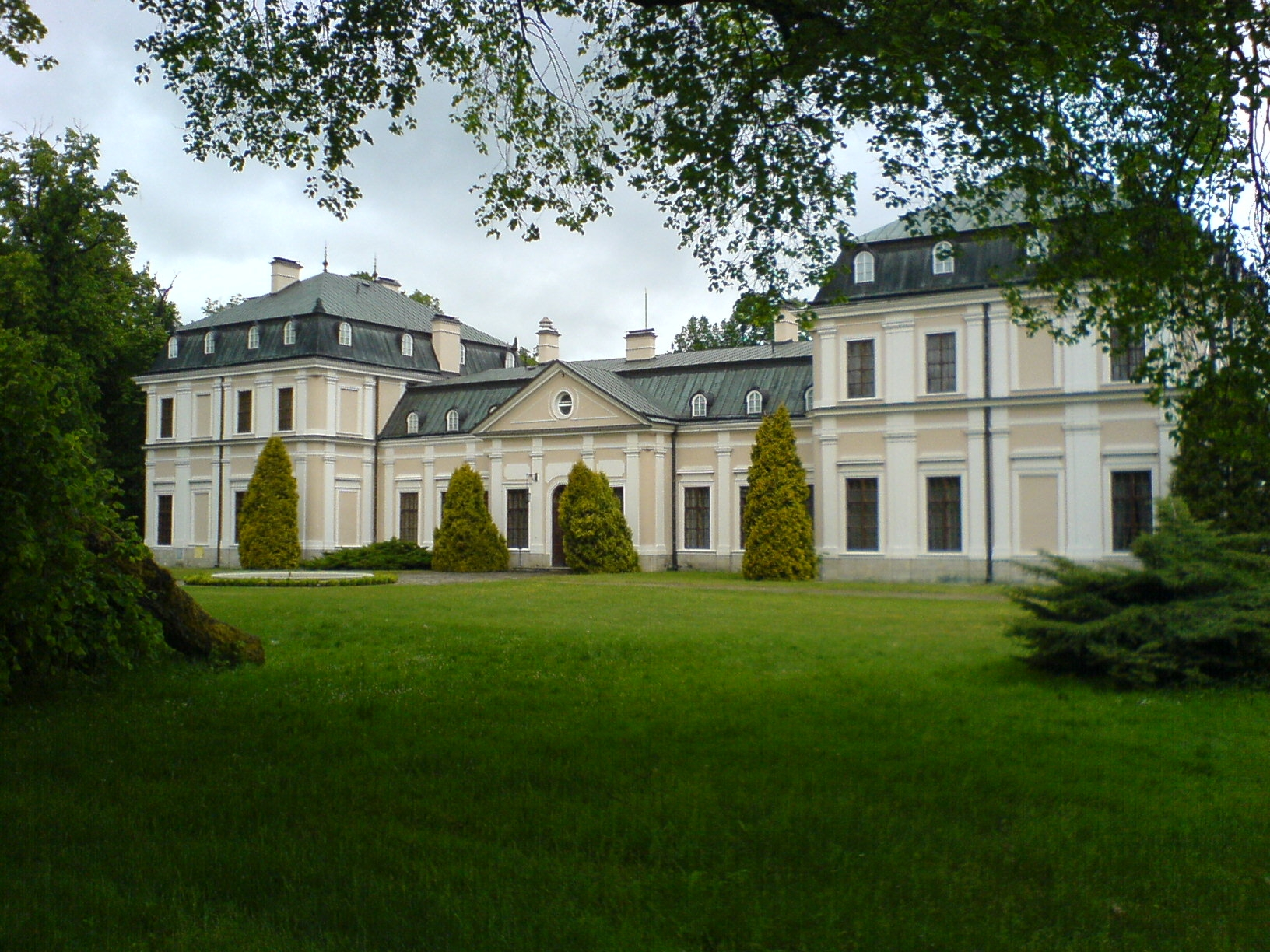
Сенявский дворец

Все Чарторыйские XX и XXI веков происходят либо от Адама Ежи, либо (подавляющее большинство) от его младшего брата Константина. Любопытно, что современники считали биологическим отцом Адама русского посланника Н. В. Репнина, а отцом Константина — французского герцога де Лозена. Последнее косвенно подтверждается результатами современного генетического исследования: у князя Ежи Чарторыйского (Канада), происходящего от Константина, выявлена западноевропейская гаплогруппа R1b1, а не североевропейская N1c1, как у остальных потомков Гедимина.

## Общественная деятельность

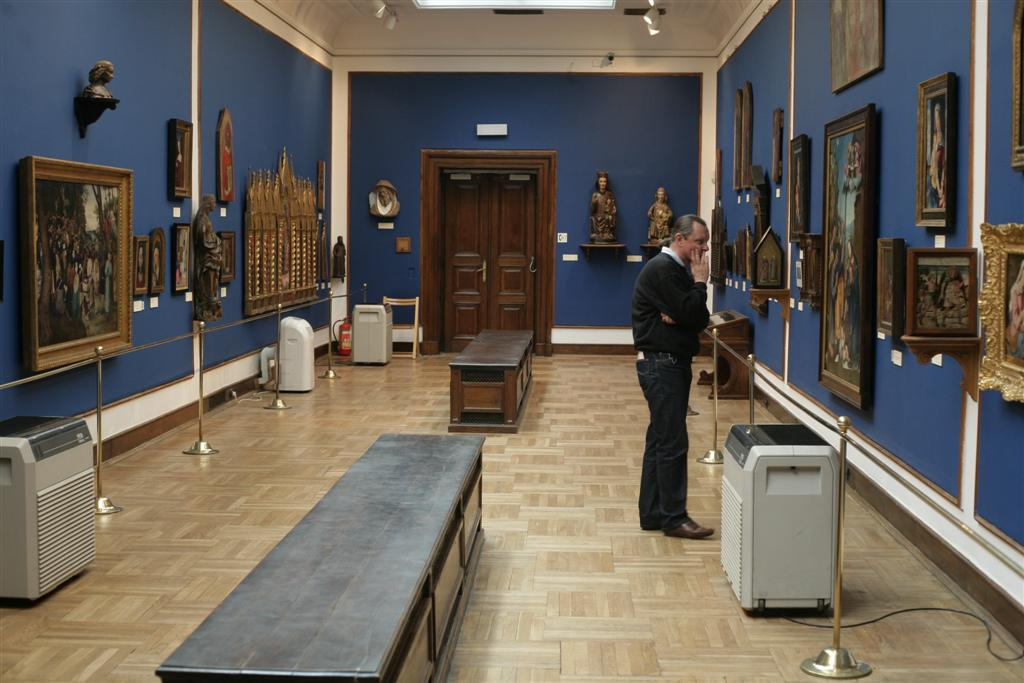
Музей Чарторыйских в Кракове.

Князья Чарторыйские обладали богатейшей библиотекой, которая была известна ещё в XVII в. и помещалась в Пулавах. Пополненная в начале XIX в. князем Адамом Ежи, она вмещала до 15000 томов; после приобретения библиотеки Фаддея Чацкого число томов, касающихся Польши, возросло до 9000, а число рукописей до 1558. В 1824 г. сочинений общего содержания в ней было 22110, а посвящённых Польше — 16818. В 1831 г. библиотека, равно как и часть фамильного архива Чарторыйских, перешли в архив генерального штаба и Императорскую публичную библиотеку; немало из неё было перевезено в Париж и в Галицию.
Изабелла Чарторыйская, мать князя Адама Ежи, основала в Пулавах (1801) первый в Польше общедоступный музей. Среди жемчужин собрания — два меча из Грюнвальдской битвы, автопортрет Рафаэля (утерян во время немецкой оккупации) и «Дама с горностаем» Леонардо да Винчи.
Создан Фонд князей Чарторыйских (1991).
Чарторыйские XVIII—XX веков славились своей религиозностью и приверженностью католической вере.
Два представителя рода были причислены к лику блаженных римским папой Иоанном Павлом II: — Михаил (1999), и Август (2004).

## Известные представители

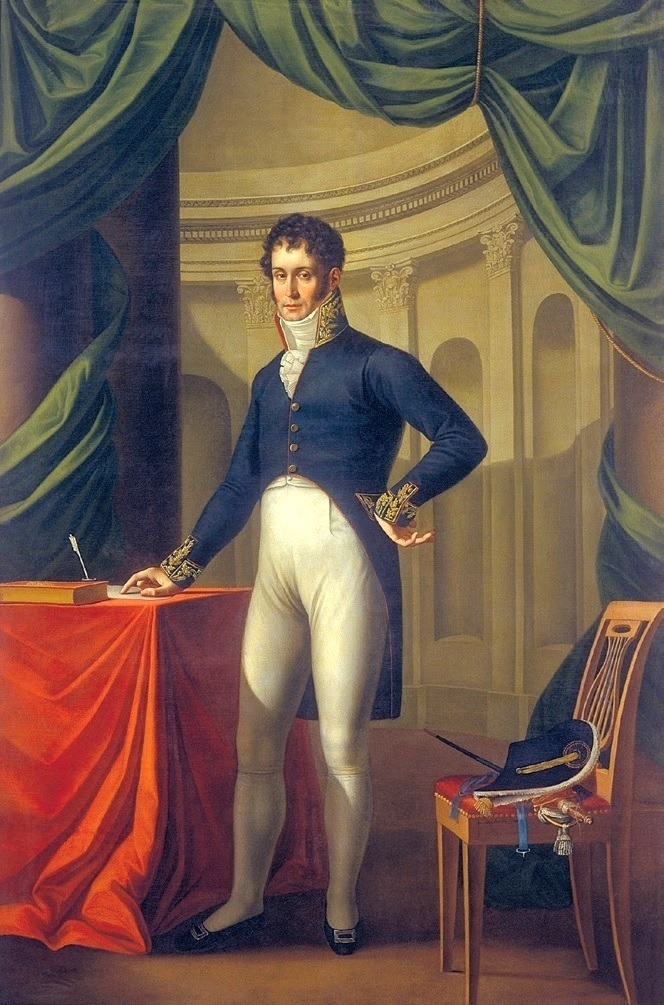
Адам Чарторыйский (1770—1861), фаворит императрицы Елизаветы Алексеевны, предполагаемый отец её дочери.

- Константин Чарторыйский (oк. 1335—1388/1392) — основатель рода Чарторыйских;
- Василий Чарторыйский (около 1375—1416) — при дворе князя Ягайло, владел Логойском (1393).
- Иван Васильевич Чарторыйский († ок. 1460) — старший сын князя Василия Константиновича и правнук великого князя литовского Ольгерда Гедиминовича. После смерти своего отца Иван Васильевич Чарторыйский унаследовал Чарторыйское княжество, вместе со своим братом Александром Чарторыйским стал (1440) главным организатором заговора против великого князя литовского Сигизмунда Кейстутовича (1432—1440), сподвижник (1440—1451) князя волынского Свидригайла Ольгердовича.
- Александр Чарторыйский (?-1477) — сын Василия, конюший литовский, московский наместник в Пскове (1443—1447 и 1456—1460), Великом Новгороде (1447—1456), вернулся в Великое княжество Литовское (с 1461).
- Михаил Васильевич Чарторыйский († 1489) — князь Чарторыйский и Клеванский, младший сын князя Василия Константиновича Чарторыйского и правнук великого князя литовского Ольгерда, получил (1440) в удельное владение Чарторыйск. Король Польши Владислав Варненчик издал привилей (1442), в котором закрепил за тремя братьями Иваном, Александром и Михаилом Чарторыйскими, право иметь собственную княжескую печать, которую раньше имели их отец и дед. Михаил Васильевич в качестве надворного маршалка был ближайшим сподвижником князя волынского Свидригайло Ольгердовича. После смерти князя волынского Свидригайло († 1452) Михаил Васильевич назначен великим князем литовским Казимиром Ягеллончиком наместником в Брацлаве, где фактически возглавил оборону южных литовских границ от татарских набегов.
- Семён Чарторыйский (?-после 1524), сын Александра, наместник каменецкий (1507—1518), староста чечерский и пропойский, владел Логойском.
- Федор Михайлович Чарторыйский († 1542) — староста луцкий (1527—1542), младший сын князя Михаила Васильевича, женат на дочери князя Андрея Сангушко.
- Александр Фёдорович Чарторыйский (1517—1571) — воевода волынский (1566—1571), старший сын князя Федора Михайловича, женат на Магдалене Деспотовне.
- Михаил Александрович Чарторыйский († 1582) — староста житомирский (1574—1582), сын князя Александра Федоровича, женат на Софии Юрьевне Ходкевич.
- Николай Юрий Юрьевич Чарторыйский (1603—1662) — каштелян волынский (1633—1655), воевода подольский (1655—1657), волынский (1657—1662), 2-й сын князя Юрия Ивановича, женился (1617) на княжне Изабелле Корецкой († 1669), дочери князя Иоахима Корецкого и Анны Ходкевич.
- Казимир Флориан Чарторыйский (1620—1674) — епископ познанский (1650—1655), вроцлавский (1655—1673), архиепископ гнезненский и примас Польши (1673—1674), старший сын воеводы волынского князя Николая Ежи и Изабеллы Корецкой.
- Михаил Ежи Чарторыйский (1621—1692) — дворянин королевский (1642), староста каменецкий (1645), каштелян волынский (1653), воевода брацлавский (1658—1661), волынский (1661—1680) и сандомирский (1680—1692), староста кременецкий и виленский, 2-й сын воеводы волынского князя Николая Ежи Чарторыйского и Изабеллы Корецкой.
- Ян Кароль Чарторыйский (ок. 1624—1680) — староста живецкий (1655), снятинский и лянцкоронский (1676—1694), марковский, пинский, бохненский и величковский, подкоморий краковский (1664), младший сын воеводы волынского князя Николая Ежи и Изабеллы Корецкой.
- Казимир Чарторыйский (1674—1741) — подскарбий великий литовский (1707—1710), подканцлер литовский (1712—1724), каштелян виленский (с 1724), организовал (1730-е) магнатскую группировку Чарторыйских и связанных с ними родов («Фамилию»), которая, рассчитывая на помощь России, стремилась укрепить государственный строй Речи Посполитой.
- Станислав Костка Чарторыйский († 1766) — великий чашник литовский, великий ловчий литовский (1742), староста луцкий (1752—1763), липницкий и радошицкий, сын великого хорунжего литовского князя Юзефа Чарторыйского (†1750) и Терезы Денгофф.
- Михаил Фредерик Чарторыйский (1696—1775) — каштелян виленский (с 1722), подканцлер литовский (с 1724), канцлер великий литовский (с 1752), староста гродненский, гомельский, политический руководитель «Фамилии» (1773 и 1775), участвовал в подписании конвенции о разделе Речи Посполитой.
- Август Александр Чарторыйский (1697—1782) — крупный политический деятель Речи Посполитой, генерал-майор коронных войск (1729), воевода русский (1731—1782), генеральный староста земли подольской (1750—1758), староста варшавский, косцежинский, любохневский, калушский и вавольницкий, второй сын каштеляна виленского князя Казимира Чарторыйского и Изабеллы Эльжбеты Морштын.
- Теодор Казимир Чарторыйский (1704—1768) — пробст плоцкий, каноник краковский, аббат любинский, епископ познанский (1739—1768), младший сын каштеляна виленского князя Казимира Чарторыйского и Изабеллы Эльжбеты Морштын.
- Адам Казимир Чарторыйский (1734—1823), генеральный староста подольский (с 1758), участник Радомской конфедерации 1767, возглавил магнатскую оппозицию королю, сторонник Конституции 3 мая 1791.
- Юзеф Клеменс Чарторыйский (1740—1810) — польский аристократ, политик и дипломат, ключник литовский (1764), ключник волынский (1772), староста и войт луцкий, староста радошицкий, старший сын князя Станислава Костки Чарторыйского и Анны Рыбинской. Последний мужской представитель княжеской линии Чарторыйских.
- Адам Ежи Чарторыйский (1770—1861), товарищ министра (с 1802), министр иностранных дел России (1804—1806), стремился восстановить польское государство в династической унии с Россией в границах (1772), попечитель Виленского учебного округа и Виленского университета (1803—1824), советник Александра I по польским делам на Венском конгрессе. Во время польского восстания 1830—1831 возглавлял Национальное правительство, в эмиграции (с августа 1831)[2].

## Новейшее время

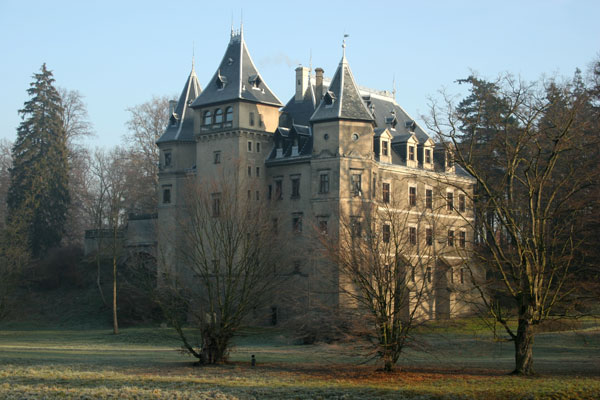
Замок Лещинских в Голухове (1550-е годы) до Второй мировой войны принадлежал потомкам Адама Ежи

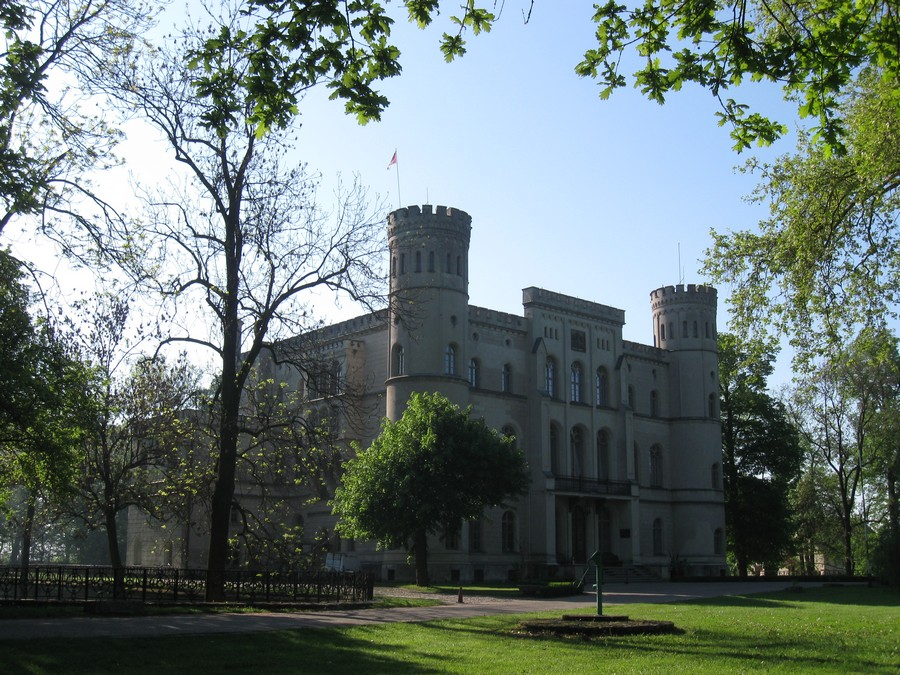
Фамильное гнездо потомков Константина Чарторыйского в посёлке Рокосово (Великопольское воеводство).

- Сын Адама Ежи Чарторыйского — князь Владислав, в замке Шантийи обвенчался (1872) с Маргаритой Аделаидой Орлеанской, дочерью герцога Немурского и внучкой короля Луи Филиппа. Первая жена Владислава — графиня Ампаро — была дочерью Марии-Кристины Сицилийской.
  - Его старший сын Август, герцог Виста-Алегре (1858—1893), причислен к лику блаженных (2004).
  - Младший сын Август Людвик (от брака с принцессой Орлеанской) учредил (1896) сенявскую ординацию. Его дочь Маргарита Изабелла (с 1927) жена принца Габриэля Сицилийского (младшего сына графа ди Казерта).
    - Сын Августа Людвика, князь Августин Юзеф Чарторыйский (1907—1946), женат на принцессе Марии де лос Долорес Бурбон-Сицилийской, сестре Марии де лас Мерседес.
      - Их сын Адам Кароль Чарторыйский (род. 1940) живёт в Мадриде при дворе своего двоюродного брата Хуана Карлоса I. Последний потомок князя Адама Ежи. Наследники мужского пола у него отсутствуют. Дочь Тамара (род. 1978) известна в Испании, как светская львица.

Из потомков Константина Адама известен князь Ольгерд Чарторыйский (1888—1977), женившийся (1913) на эрцгерцогине Мехтильде Австрийской. Их потомство проживает в Бразилии.
Потомком Константина Адама также являлся польский дипломат Станислав Ян Анджей Чарторыйский (1939—2021), бывший послом в Норвегии и Исландии. Его дочь Анна Мария (род. 1984) — польская актриса.

## Генеалогия
- Гедимин (ок. 1275 — 1341)
  - Кориат (ум. между 1358 и 1363)
    - Константин Чарторыйский (ум. между 1388 и 1392)
      - Василий Константинович (ок. 1375 — 1416)
        - Иван Васильевич (ум. 1460)
        - Александр Васильевич (ум. 1477) 
⚭ Мария Дмитриевна (после 1436 — 1456)
          - Семён Александрович (ум. ок. 1524)

        - Михаил Васильевич (после 1400 — 1489)
          - Фёдор Михайлович (ум. 1542)
            - Александр Фёдорович (ум. 1571)
              - Михаил Александрович (1550—1582)

            - Иван Фёдорович (ок. 1518 — 1567)
              - Юрий Иванович (ок. 1560 — 1626)
                - Николай Ежи (1585—1661)
                  - Казимир Флориан (1620—1674)
                  - Михаил Ежи (1621—1692)
                    - Казимир (1674—1741)
                      - Михаил Фредерик (1696—1775)
                        - Александра (1730—1798)

                      - Август Александр (1697—1782) 
⚭ Мария София Сенявская (1699—1771)
                        - Изабелла (1733—1816)
                        - Адам Казимир (1734—1823) 
⚭ Изабелла Флемминг (1746—1835)
                          - Мария Анна (1768—1854)
                          - Адам Ежи (1770—1861)
                            - Витольд Адам (1822—1865)
                            - Владислав (1828—1894) 
⚭1. Мария Ампаро Муньос (1834—1864) 
⚭2. Маргарита Аделаида Орлеанская (1846—1893)
                              - (от 1-го бр.) Август (1858—1893)
                              - (от 2-го бр.) Адам Людвик (1872—1937)
                                - Августин Юзеф (1907—1946) 
⚭ Мария де лос Долорес Бурбон-Сицилийская (1909—1996)
                                  - Адам Кароль (род. 1940)
                                    - Тамара Лаура (род. 1978)

                              - (от 2-го бр.) Витольд Казимир (1876—1911)

                            - Изабелла-Елизавета (1830—1899)

                          - Константин Адам (1773—1860)
                            - Адам Константин (1804—1880)
                              - Александр Здзислав (1858—1909)
                                - Ольгерд (1888—1977) 
⚭ Мехтильда Австрийская (1891—1966)

                            - Константин Мариан (1822—1891)
                            - Ежи Константин (1828—1912)
                              - Витольд Леон (1864—1945)
                                - Казимир Ежи (1892—1936)
                                - Михаил (в миру Ян Францишек; 1897—1944)
                                - Роман Гиацинт (1898—1958)
                                  - Станислав Ян Анджей (род. 1939)
                                    - Анна (род. 1984)

                      - Теодор Казимир (1704—1768)

                  - Ян Кароль (ок. 1626 — 1680)
                    - Юзеф (ок. 1698 — 1750)
                      - Станислав Костка (ум. 1766)
                        - Юзеф Клеменс (1740—1810)